# Лаге (Нижня Саксонія)
Лаге (нім. Lage) — громада в Німеччині, розташована в землі Нижня Саксонія. Входить до складу району Графство Бентгайм. Складова частина об'єднання громад Ноєнгаус.
Площа — 6,39 км2. Населення становить 1005 ос. (станом на 31 грудня 2021).